# オレの妹急上昇
『オレの妹急上昇』（オレのいもうときゅうじょうしょう）は、フジテレビ系列で、1987年11月16日から1988年3月21日まで放送されたテレビドラマ（全18回）である。
30分枠のホームコメディードラマ。坂上香織の初主演作である。

## ストーリー
桜河内信之介は大学受験に失敗し、怠惰な二浪生活を送っていた。新宿区役所の出張所に勤める父・岩之介は、就労以来、25年間無遅刻無欠勤を継続し、家庭ではワンマンな性格で、時代錯誤な思考の頑固親父。そんな岩之介がある朝、出勤前、朝刊に目を通していると、目に入れても痛くないほど可愛がっている愛娘・みゆきの写真が片面一面に大きく掲載された広告を発見してしまい、「一体どういう事だ!!」と激昂する。
事の真相は、信之介が両親に無断で、中学1年生の妹・みゆきにモデルの仕事をさせてしまったのだった。新聞広告が掲載されたその日、通学・通勤途中のみゆきと岩之介が一緒に歩いていると、駅前売店にみゆきのポスターが掲示されていた。　道行く青年達からは注目の的になり、岩之介は神経を尖らせていた。そしてその日の夕方、岩之介が役所から帰宅すると、そこにはみゆきとの専属契約を希望している多数の芸能プロダクション関係者達が桜河内家を訪れ、岩之介を待ち構えていた。
みゆきの芸能界入りなど、毛頭反対の岩之介。先方の話も聞かず一方的に、訪れた関係者達を次々と追い返してしまう。全員追い返した後、東ひかりという売れないアイドルを一人だけ抱えてプロダクションを運営している女社長・杉浦が桜河内家を訪れる。　みゆきがまだどのプロダクションとも契約を交わしていないと知った杉浦は、ここぞとばかりに言葉巧みな泣き落とし作戦で、何とかみゆきの心を開く事に成功する。しかし、みゆきは芸能活動をする条件として、兄である信之介をマネージャーに付ける事と、試験の時は仕事を休めるようにしてくれるのならと杉浦に申し出る。背に腹は替えられない状況で、その場ではその要求を飲まざるを得なかった杉浦だが、右も左も分からない素人で、しかも男性の信之介では色々と不都合があるため務まらないと畳み掛け、みゆきの要求に後日改めて難色を示す。
何としてでも、信之介をみゆきのマネージャーとして保護者にさせたいと考える岩之介は、信之介にあるとんでもない提案をする。　それは、信之介が女装をしてみゆきのマネージャーに付けという無茶苦茶な提案だった。　みゆきが芸能界で成功したら自分も芸能界入りしたいと考えている信之介にとって、みゆきが芸能界で成功しなくてはいけないと思い、また、みゆきのためならと渋々“桜河内さくら”と名乗って女性マネージャーとしてみゆきをフォローする二重生活が始まったのであった…。

## キャスト

### レギュラー出演者
- 桜河内信之介（20）：布川敏和
- 桜河内みゆき（13）：坂上香織
- 田辺美枝子：松本典子
- 東ひかり：山瀬まみ
- 風呂沢監督：大地康雄
- 亀山課長：佐渡稔
- 黒沢啓太：佐野大輔
- 内田英二：宇治正高
- 仲田良一：五代高之
- 杉浦良江：五十嵐まゆみ（現・岡まゆみ）
- 桜河内ウメ（65）：松金よね子
- 桜河内和子（42）：渡辺ともこ
- 桜河内岩之介（48）：左とん平

括弧内は年齢

### 他出演者
- 村上里佳子：村上里佳子本人としてカメオ出演（第4話）
- 番長（第5話）：上野隆彦
- 副番長：古本新之輔
- 番組司会者（第6話）：白石まるみ
- 塩沢プロデューサー（第9話）：田山涼成
- 女子大生：比嘉ひとみ
- 清水ハルコ：鈴木早智子
- 服部プロデューサー：山田辰夫
- 振り袖刑事・サキ：藤沢ふゆき
- 悪代官：葉山純士郎
- 殺陣師：橋本春彦
- 警察官：浅野和之
- 桜河内スギコ（第11話、第12話）：相楽ハル子
- 桜河内厳之丞：高松英郎
- 新人・メグ（第17話）：MEGU
- レポーター・柿本：松澤一之
- 謎の女リリー（最終話）：高部知子

## スタッフ
- 企画：亀山千広、河野雄一
- プロデューサー：大黒章弘、若松節朗、塩沢浩二
- 演出：若松節朗、鈴木雅之、河野圭太
- 脚本：土屋斗紀雄、武上純希、高屋敷英夫
- 音楽：たかしまあきひこ
- 演出補：佐藤祐市、村上正典、西村明文
- 制作主任：服部一貴
- 制作補：木下高男
- 技術協力：バスク
- 制作：フジテレビ、共同テレビ

## 主題歌（エンディング・テーマ）
- 第1話 - 第8話：「プリマドンナはお好き?」 歌：GO-BANG'S（ポニー・キャニオン）
- 第9話 - 最終話（18話）：「Bye Bye School Girl」 歌：MEGU（CBSソニー）

## サブタイトル
※サブタイトルは各新聞テレビ欄記載のものによる。
| 話数 | 放送日          | サブタイトル                         | 脚本                 | 演出                         |
| ---- | --------------- | ------------------------------------ | -------------------- | ---------------------------- |
| 1    | 1987年 11月16日 | 女になってやるぜ                     | 土屋斗紀雄           | 若松節朗                     |
| 2    | 11月23日        | 女になって初仕事                     | 土屋斗紀雄           | 若松節朗                     |
| 3    | 11月30日        | アイドルお金物語                     | 土屋斗紀雄           | 若松節朗、鈴木雅之、河野圭太 |
| 4    | 12月7日         | みゆき大ピンチ!!                     | 土屋斗紀雄           | 若松節朗                     |
| 5    | 12月14日        | 追っかけ隊珍騒動                     | 土屋斗紀雄           | 若松節朗                     |
| 6    | 12月21日        | ガンコおやじのXマス                  | 土屋斗紀雄、武上純希 | 河野圭太                     |
| 7    | 1988年 1月4日   | 桜河内家最大の危機!!                 | 高屋敷英夫           | 若松節朗                     |
| 8    | 1月11日         | 赤ちゃん騒動危機一発                 | 土屋斗紀雄           | 鈴木雅之                     |
| 9    | 1月18日         | 桜ぷっつん!?男で勝負                 | 土屋斗紀雄           | 若松節朗                     |
| 10   | 1月25日         | ふりソデ刑事新登場!                  | 土屋斗紀雄           | 若松節朗                     |
| 11   | 2月1日          | 少女探偵スギコ(秘)報告               | 土屋斗紀雄           | 若松節朗                     |
| 12   | 2月8日          | スギコの危ない大逆襲                 | 高屋敷英夫           | 河野圭太                     |
| 13   | 2月15日         | 桜もみゆきも大ピンチ                 | 土屋斗紀雄           | 若松節朗                     |
| 14   | 2月22日         | 暴かれた女装の秘密!!                 | 高屋敷英夫           | 河野圭太                     |
| 15   | 2月29日         | 桜を消せ! 男の証明!?                 | 土屋斗紀雄           | 鈴木雅之                     |
| 16   | 3月7日          | えっ!?信之介が主役!                  | 土屋斗紀雄           | 河野圭太                     |
| 17   | 3月14日         | オレの家族が危ないゼ                 | 土屋斗紀雄           | 若松節朗                     |
| 18   | 3月21日         | さよなら桜! フツーの家族に戻ります!! | 土屋斗紀雄           | 若松節朗、鈴木雅之、河野圭太 |

## 備考
この番組の終了と同時に月曜19時台後半の枠はローカルセールス枠に一旦転換された（木曜19時台が1時間枠に統合されたため、前半のみの番組差し替えができなくなったため。この体制は『ネプリーグ』が2015年4月にネットワークセールス化されるまで続いた）。このため、以下のネット局では以下の様な対応がとられた。
- 富山テレビではこの番組の終了後の1988年4月11日より、サザエさん （火曜日版）の遅れネットをそれまでの火曜 19:00 - 19:30の枠から移動した[1]。
- 石川テレビではこの番組の終了後の1988年4月11日より、読売テレビ制作の『アッコのおかしな仲間』の遅れネットを開始した[2]。
- 沖縄テレビではこの番組の終了後、木曜19時から放送していた日本テレビ制作の『オシャレ30・30』の遅れネットをこの時間に移動した。

ただし、福井テレビのように、引き続き同時ネットを継続した系列局も存在する。